# Michał Sieczko
Michał Sieczko (ur. 9 grudnia 1977 w Łodzi) – polski dziennikarz sportowy, menedżer sportowy, producent muzyczny, entrepreneur. Pionier trzech dyscyplin sportowych w Polsce: piłki nożnej plażowej, siatkonogi i siatkonogi plażowej, założyciel firmy SYSKO SportMarketing.

## Życiorys

### ŁKS Łódź
Michał Sieczko od najmłodszych lat interesował się sportem. W młodości był sportowcem ŁKS-u Łódź w sekcji piłkarskiej, tenisowej oraz koszykarskiej, a podczas pobytu w Finlandii i w Stanach Zjednoczonych grał w tenisa oraz futbol amerykański, po czym został menedżerem piłkarskim. W latach 1998–2000 był menedżerem ŁKS-u Łódź, będąc wówczas najmłodszym menedżerem piłkarskim w Polsce. Podczas sprawowania funkcji, w 1998 roku pozyskał dla klubu sponsora strategicznego, Grupę Atlas. W 1999 roku przeprowadził trzy transfery polskich piłkarzy do zagranicznych klubów: Rafała Niżnika z ŁKS-u Łódź do duńskiego Brøndby Kopenhaga, Artura Wichniarka z Widzewa Łódź do niemieckiej Arminii Bielefeld oraz Tomasza Romaniuka z Piotrcovii Piotrków Trybunalski do belgijskiego SC Charleroi. W latach 2010–2011 był członkiem rady nadzorczej klubu. Był także spikerem na meczach klubu.
Był także autorem strategii pn. ŁKS Nowa Generacja oraz autorem koncepcji rozrywki ruchowej dla dzieci: jest twórcą ogólnopolskiego systemu rozrywki ruchowej pn. Przedszkoladia.pl, znanego także jako Drużyna Kangura.

### SYSKO SportMarketing
Michał Sieczko w 2000 roku założył SYSKO SportMarketing, firmę zajmującą się organizacją projektów sponsoringowych przy wykorzystaniu wielu dyscyplin sportowych, takich jak m.in.: boks, piłka nożna, piłka nożna plażowa, siatkonoga (Sieczko zasiadał również we władzach Światowej Federacji Siatkonogi: UNIF, EFTA), siatkówka, siatkówka plażowa, skoki narciarskie (firma w 2001 roku pierwszą telewizyjną kampanię reklamową z udziałem skoczka narciarskiego, Adama Małysza, który wraz z rodziną wystąpił w reklamach sieci telefonii komórkowej Idea). W latach 2003–2010 firma była wyłącznym promotorem Beach Soccera na terenie Polski polskiej piłki nożnej plażowej (w latach 2008–2009 Sieczko był selekcjonerem reprezentacji Polski). W tym okresie zorganizowała imprezy: Energa Beach Soccer Tour, Lech Beach Soccer Tour, które były uznawane za jedne z najważniejszym imprez na świecie.

### Pozostała działalność
Michał Sieczko jako dziennikarz pracował w Radiu Łódź, Radiu Manhattan i Radiu Zet oraz w stacji TVN, będąc wówczas w wieku 21 lat najmłodszym prezenterem ogólnopolskiego dziennika informacyjnego w telewizji ogólnodostępnej. Jest jednym z pierwszych dziennikarzy, który poruszył temat korupcji w polskiej piłce nożnej (tzw. Afera Startu Łódź).
Był również producentem muzycznym działający pod pseudonimem Mikee. W 1996 roku podpisał kontrakt płytowy z Polstarem.